# Róbert Boženík
Róbert Boženík (ur. 18 listopada 1999 w Terchovej) – słowacki piłkarz, występujący na pozycji napastnika, od 2023 w portugalskim klubie Boavista. Reprezentant Słowacji.

## Kariera piłkarska
Swoją karierę piłkarską Boženík rozpoczął w klubie FK Terchová. W 2009 roku podjął treningi w MŠK Žilina. W latach 2016–2018 był zawodnikiem rezerw tego klubu. 21 sierpnia 2018 zadebiutował w nim w pierwszej lidze słowackiej w wygranym 1:0 wyjazdowym meczu z MFK Zemplín Michalovce. Z Žiliną w sezonie 2019/2020 wywalczył wicemistrzostwo Słowacji.
W styczniu 2020 roku Boženík przeszedł za 4 miliony euro do Feyenoordu. Swój debiut w Feyenoordzie zaliczył 1 lutego 2020 w wygranym 3:0 domowym meczu z FC Emmen.
| Sezon   | Klub         | Kraj     | Rozgrywki  | Mecze | Gole |
| ------- | ------------ | -------- | ---------- | ----- | ---- |
| 2015/16 | MŠK Žilina B | Słowacja | 2. Liga    | 2     | 0    |
| 2016/17 | MŠK Žilina B | Słowacja | 2. Liga    | 11    | 1    |
| 2017/18 | MŠK Žilina B | Słowacja | 2. Liga    | 11    | 6    |
| 2018/19 | MŠK Žilina   | Słowacja | 1. Liga    | 32    | 13   |
| 2019/20 | MŠK Žilina   | Słowacja | 1. Liga    | 16    | 3    |
| 2019/20 | Feyenoord    | Holandia | Eredivisie | 5     | 2    |

## Kariera reprezentacyjna
Boženík występował w młodzieżowych reprezentacjach Słowacji - U-18, U-19 i U-21. 7 czerwca 2019 zadebiutował w reprezentacji Słowacji w wygranym 5:1 towarzyskim meczu z Jordanią, rozegranym w Trnawie. W 46. minucie tego meczu zmienił Pavola Šafranko. 9 września 2019 w meczu eliminacji do Euro 2020 z Węgrami (2:1) strzelił pierwszego gola w kadrze narodowej.